# Estação Ploshchad Lenina (metro de Novosibirsk)
Ploshchad Lenina (em russo:  Площадь Ленина) é uma das estações da linha Leninskaia (Linha 1) do Metro de Novosibirsk, na Rússia. Estação «Ploshchad Lenina» está localizada entre as estações «Oktiabrskaia» e «Krasnyi Prospekt».